# Съюз на основните учители в Турция
Съюзът на основните учители в Турция е обществено сдружение на български екзархийски учители в Османската империя след Младотурската революция от юли 1908 година. Организацията получава подкрепа от широки слоеве на българската интелигенция, най-масово от учителските среди в Неврокопско, Солунско и Сярско. През 1909 година такива дружества има и в Костур, Кукуш, Воден, Солун и Горни Порой. Самата организация е в орбитата на Македоно-одринската работническа социалдемократическа група на Васил Главинов. Печатен орган на съюза е вестник „Учителско съзнание“.